# 李民橋
李民橋，BBS（1973年—），任職東亞銀行聯席行政總裁及環境、社會及管治委員會委員、信和置業獨立非執行董事，李佩材家族成員，李國寶之子，潘迪生是其舅父，前妻是鷹君集團太子女羅寶盈，於2015年為他誕下雙胞胎。李分别于1995年7月及1999年5月获得剑桥大学法学院学士及硕士学位，并于2000年6月获得美国西北大學凯洛格管理学院工商管理硕士学位。